# Sigurbjörnsson
Sigurbjörnsson ist ein isländischer Name.

## Bedeutung
Der Name ist ein Patronym und bedeutet Sohn des Sigurbjörn. Die weibliche Entsprechung ist Sigurbjörnsdóttir (Tochter des Sigurbjörn).

## Bekannte Namensträger
- Eiður Sigurbjörnsson (* 1990), isländischer Fußballspieler
- Karl Sigurbjörnsson (1947–2024), isländischer evangelisch-lutherischer Bischof
- þorkell Sigurbjörnsson (1938–2013), isländischer Komponist